# Горбово (Вышневолоцкий район)
Горбово (карел. Gorbova) — деревня в Вышневолоцком городском округе Тверской области.

## География
Находится в центральной части Тверской области на расстоянии приблизительно 22 км по прямой на восток-северо-восток от города Вышний Волочёк.

## История
По местным данным, деревня известна с XVI века, в XIX веке принадлежала барону Петру Карловичу Услару, языковеду, члену-корреспонденту академии наук. Была отмечена на карте 1825 года. В 1859 году здесь (деревня Вышневолоцкого уезда) было учтено 11 дворов, в 1928 — 23. До 2019 года входила в состав ныне упразднённого Дятловского сельского поселения Вышневолоцкого муниципального района.

## Население
Численность населения составляла 80 человек (1859 год), 7 (русские 100 %) в 2002 году, 1 в 2010.